# اپاتو
اپاتو (به فرانسوی: Apatou) یک کمون (فرانسه) در فرانسه است که در Canton of Maripasoula واقع شده‌است. اپاتو ۲٬۰۲۰ کیلومتر مربع مساحت دارد.